# Mexico (Geolier)
Mexico è un singolo del rapper italiano Geolier e del produttore discografico Dat Boi Dee, pubblicato il 18 ottobre 2018.

## Tracce
1. Mexico – 3:12